# Santuario della Madonna del Castelletto
Il santuario della Madonna del Castelletto è un edificio religioso di Val Mara, nella frazione di Melano.

## Storia
Costruito nel XIV secolo probabilmente sulle rovine di un preesistente castello, fra il 1634 ed il 1637 (o 1644) venne ampliato in stile barocco.

## Descrizione
La pianta dell'edificio è ad una navata con due campate, sovrastate da una copertura con volta a botte.
Gli interni, decorati a stucco, ospitano un altare maggiore nel quale è consvervato un Quattrocentesco dipinto mariano di devozione popolare.